# Goitacás

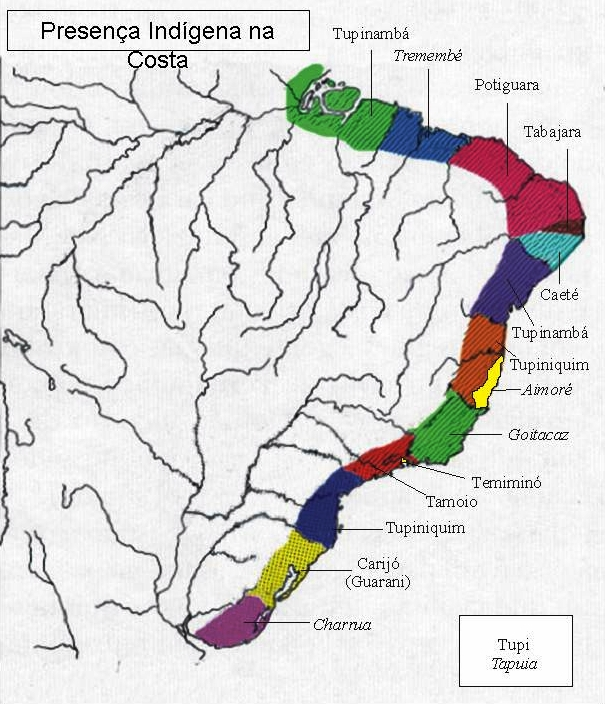
Mapa representando a localização dos indígenas Goitacá.

Os goitacás (também denominados goitacazes e guaitacás) foram um grupo indígena brasileiro que habitou a região costeira brasileira entre o Rio São Mateus, no atual estado do Espírito Santo e o Rio Paraíba do Sul, no atual estado do Rio de Janeiro, até a metade do século XVII ou até fins do século XVIII, quando foram exterminados pelos colonizadores de origem portuguesa através de uma epidemia de varíola propositalmente espalhada entre eles.

## Etimologia
"Guaitacá", "goitacá" e "goitacaz" procedem do termo tupi antigo para essa etnia: guaîtaká. Trata-se, portanto de um exônimo, isto é, um nome dado por um povo diferente do nomeado. Os especialistas aventam duas possibilidades sobre o significado do étimo:
1) "grandes corredores", a partir da palavra tupi guatá, que significa "correr", "marchar".
2) "gente que sabe nadar", a partir dos termos tupis aba ("homem"), ytá ("nadar") e quaa ("saber").

## Descrição
"O índio goitacá é o senhor absoluto das terras no tempo da Capitania de São Tomé, depois do Paraíba do Sul" (relato de Osório Peixoto em seu livro "1001 Anos dos Campos dos Goytacazes"). Fisicamente, possuíam pele mais clara, eram mais altos e robustos que os demais índios do litoral do Brasil. Reuniam, ainda, uma "força extraordinária e sabiam manejar o arco com destreza". Tinham o hábito de dançar e cantar em ocasiões festivas, usando o jenipapo para a pintura do corpo e penas de aves com as quais adornavam seus objetos. Viviam nus, deixando o cabelo comprido, formando uma longa cabeleira. Sua alimentação constava de frutos, raízes, mel e, principalmente, de caça e pesca. Eram supersticiosos quanto à água para beber, não bebendo-a de rios e lagoas, mas sim das cacimbas.
Mantinham comércio com os colonizadores europeus, mas com uma peculiaridade: não se comunicavam com os colonizadores. Deixavam seus produtos em um lugar mais elevado e limpo, ficando à distância, observando as trocas. Davam mel, cera, pescado, caça e frutos em troca de enxadas, foices, aguardente e miçangas. Assim como os demais povos indígenas brasileiros, os goitacás guerreavam entre si e contra seus vizinhos. "Quando não se julgam fortes, fogem com ligeireza comparável à dos veados." Além do arco e da flecha, faziam, com perfeição, trabalhos com penas de aves multicoloridas, usando-as no corpo e nas armas e também em ocasiões festivas. Trabalhavam o barro, enterrando seus mortos em igaçabas.
Faziam machados de pedra, jangadas, trabalhavam com bambu e trançavam redes de fibra e cordas. Os goitacás desapareceram no fim do século XVIII, exterminados por uma epidemia de varíola disseminada propositalmente entre eles. Calcula-se que eram cerca de 12.000. Viviam em palafitas construídas sobre os pântanos à beira dos rios Paraíba do Sul e Itabapoana. Ao contrário dos índios tupis, não usavam redes: dormiam no chão. Eram grandes corredores, capazes de capturar veados a mão nua. Eram tidos pelos colonizadores portugueses como os índios mais cruéis e ferozes do Brasil. Eram canibais. Não pertenciam ao tronco linguístico tupi.
Não deixaram registros escritos de sua língua, porém presume-se que ela pertencia à família linguística puri, a qual, por sua vez, pertence ao tronco linguístico macro-jê. Conheciam a agricultura. Caçavam tubarões com o auxílio apenas de um pau, o qual era metido na boca do tubarão para o matar. Os dentes do tubarão, então, eram usados como pontas de flechas.

## Conflitos com colonizadores
Um episódio marcante na história dos goitacás foi a captura e morte de um de seus líderes em 1546, durante os conflitos com os colonizadores portugueses na Capitania de São Tomé (atual região norte do Rio de Janeiro). Segundo relatos históricos, o chefe foi capturado por corsários portugueses liderados por Henrique Luiz de Espina, a serviço da colonização.
Apesar do pagamento de um resgate pelos colonos, o líder não foi libertado. Em vez disso, foi entregue a uma tribo inimiga, que o matou, possivelmente em um ritual antropofágico[carece de fontes?] conforme práticas indígenas da época. Esse ato foi considerado uma traição pelos goitacás e desencadeou uma violenta retaliação onde os goitacás incendiaram engenhos, plantações e atacaram a Vila da Rainha, antiga capital da Capitania de São Tomé.

## Homenagens

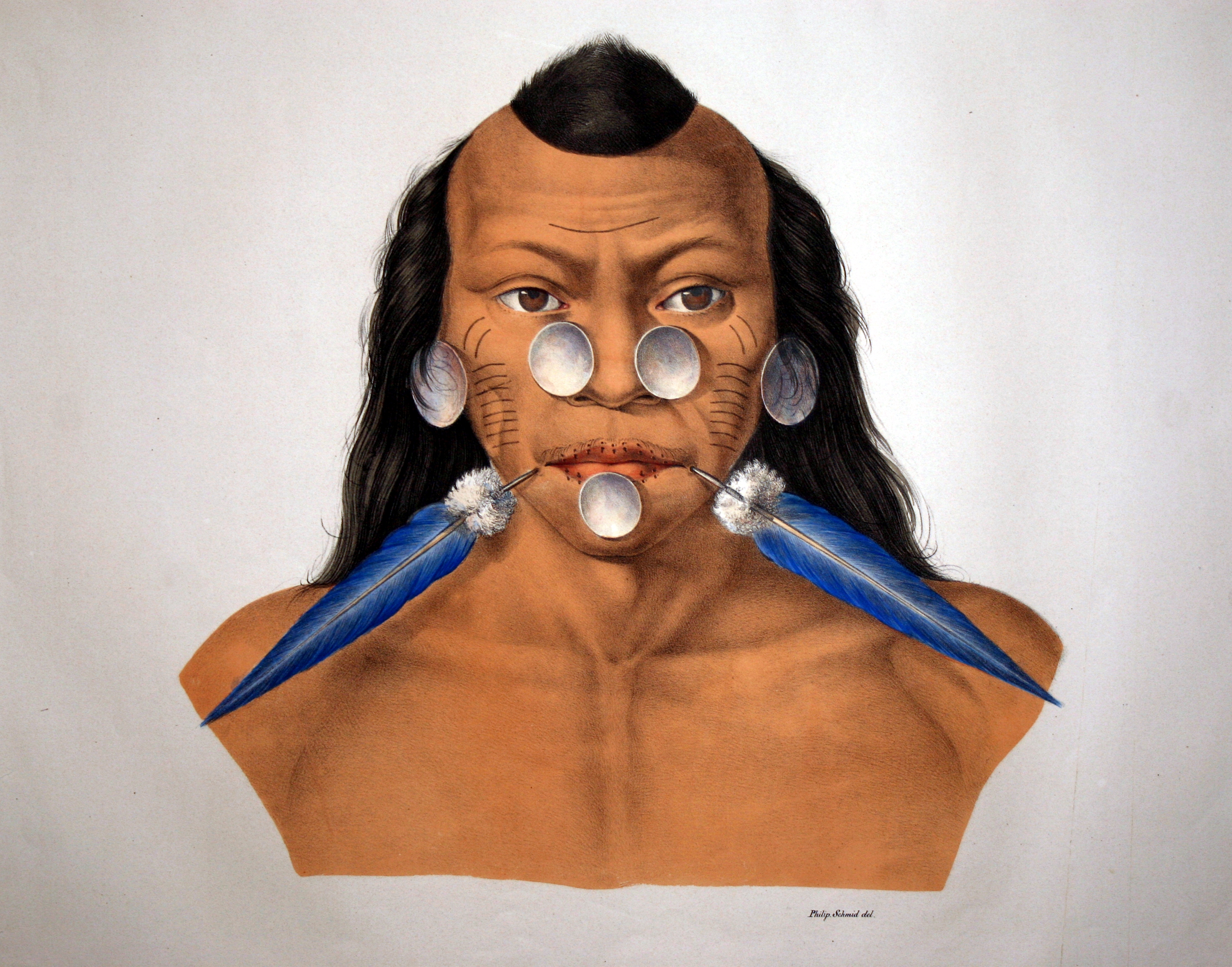
Imagem de um matsé, tradicionalmente associada aos goitacás.

Foram homenageados em 1857 pelo escritor brasileiro José de Alencar em seu romance O Guarani. Nessa obra, o protagonista, Peri, é um índio goitacá que realiza grandes proezas, lutando contra os aimorés, contra o homem branco e até contra os elementos naturais, tudo para agradar e salvar sua predileta, Cecília, filha de um nobre português (ainda que, contraditoriamente, o título do livro se refira à etnia dos guaranis, que nada tem a ver com os goitacás). O topônimo da atual cidade de Campos dos Goytacazes também é uma homenagem aos goitacás. Assim como o nome de um dos principais times de futebol da cidade, o Goytacaz Futebol Clube, fundado em 1912.